# Brad Friedel
Bradley ("Brad") Howard Friedel (Lakewood, Ohio, 18 de maig de 1971) és un exfutbolista internacional estatunidenc que jugava com a porter, principalment a la Premier League anglesa. Actualment manté el rècord de la Premier League de més participacions consecutives en partits amb el nombre de 226 aparicions.

## Internacional
Ha estat internacional con la selecció de futbol dels Estats Units en 82 partits.

### Participacions en Copes del Món
| Mundial                        | Seu                  | Resultat        |
| ------------------------------ | -------------------- | --------------- |
| Copa Mundial de Futbol de 1994 | Estats Units         | Octaus de final |
| Copa Mundial de Futbol de 1998 | França               | Primera fase    |
| Copa Mundial de Futbol de 2002 | Corea del Sud i Japó | Quarts de final |

## Clubs
| Club                 | País         | Any       |
| -------------------- | ------------ | --------- |
| Brøndby IF           | Dinamarca    | 1994      |
| Galatasaray SK       | Turquia      | 1995      |
| Columbus Crew        | Estats Units | 1995-1997 |
| Liverpool FC         | Anglaterra   | 1997-2000 |
| Blackburn Rovers     | Anglaterra   | 2000-2008 |
| Aston Villa          | Anglaterra   | 2008-2011 |
| Tottenham Hotspur FC | Anglaterra   | 2011-     |